# Billia rosea
Billia rosea là một loài thực vật có hoa trong họ Bồ hòn. Loài này được (Planch. & Linden) C.U.Ulloa & M.Jørg. mô tả khoa học đầu tiên năm 2001.